# Henk Willems (politicus)
Henricus Petrus Theresia Maria (Henk) Willems (5 januari 1947) is een Nederlands politicus van de PvdA.

## Biografie
Willems startte zijn politiek-bestuurlijke carrière in Venray waar hij van 1982 tot 1989 voor de PvdA wethouder was. Van 1989 tot oktober 1994 was hij de burgemeester van de Noord-Brabantse gemeente Wouw. Per 15 oktober 1994 werd hij benoemd tot burgemeester van de gemeente Drunen. Met de gemeentelijke herindeling van een groot aantal gemeenten in Noord-Brabant op 1 januari 1997 ging de gemeente Drunen op in Heusden, waarvan Willems de nieuwe burgemeester werd. Na 15 jaar burgemeester te zijn geweest van de gemeente Heusden ging Willems per 1 januari 2012 met pensioen. Aan het einde van die maand werd Jan Hamming door de gemeenteraad voorgedragen om Willems op te volgen.
Willems bekleedde diverse aan het ambt gekoppelde functies op gebieden als openbare orde en veiligheid (onder andere zware criminaliteit) economie en intergemeentelijke samenwerking. Voorts vervulde hij diverse niet aan het ambt gelieerde functies op het terrein van onder andere kunst en cultuur. Van 2 september 2013 tot 18 april 2014 was Willems waarnemend burgemeester van Oisterwijk wegens gezondheidsproblemen van Hans Janssen. Van 29 maart tot 27 juni 2016 was Willems waarnemend burgemeester van de gemeente Laarbeek. Op 27 juni 2016 werd Frank van der Meijden daar benoemd tot burgemeester.